# Bellville (Ohio)
Bellville é uma vila localizada no estado norte-americano de Ohio, no Condado de Richland.

## Demografia
Segundo o censo norte-americano de 2000, a sua população era de 1773 habitantes.
Em 2006, foi estimada uma população de 1736, um decréscimo de 37 (-2.1%).

## Geografia
De acordo com o United States Census Bureau tem uma área de
7,5 km², dos quais 7,5 km² cobertos por terra e 0,0 km² cobertos por água. Bellville localiza-se a aproximadamente 419 m acima do nível do mar.

## Localidades na vizinhança
O diagrama seguinte representa as localidades num raio de 20 km ao redor de Bellville.